# Pola X
Pour les articles homonymes, voir Pola.
Pour plus de détails, voir Fiche technique et Distribution.
Pola X est un film dramatique français réalisé par Leos Carax et sorti en 1999. 
Le film est l'adaptation actualisée du roman Pierre ou les Ambiguïtés écrit par Herman Melville et initialement publié en 1852. Le titre du film est l'acronyme du titre du roman, suivi du chiffre romain X signifiant la dixième version du scénario.

## Synopsis
Pierre (Guillaume Depardieu), jeune écrivain à succès, vit avec sa mère Marie (Catherine Deneuve) dans un château en Normandie à proximité des bords de la Seine. Ils sont beaux, riches et insouciants. Chaque matin, Pierre part avec la moto héritée de son père rendre visite à Lucie (Delphine Chuillot), sa fiancée.
Une nuit, Marie annonce à Pierre qu'elle a fixé la date de son mariage avec Lucie. Pierre part annoncer la bonne nouvelle à sa fiancée. En chemin, au bord de la forêt, il rencontre Isabelle (Katerina Golubeva), une femme à la beauté inquiétante, qui parle avec un fort accent des pays de l'Est. Isabelle se révèle être la demi-sœur de Pierre, née d'une liaison que son père a eue à l'étranger.
Très perturbé par cette révélation, Pierre devient l'amant d'Isabelle. Invité à la télévision pour faire la promotion de son roman, il « sabote » sa propre prestation et rompt avec tout son entourage, pour vivre avec Isabelle une vie clandestine et marginale.

## Fiche technique
- Réalisation : Leos Carax
- Scénario : Leos Carax, Lauren Sedofsky, Jean-Pol Fargeau d'après le roman Pierre ou les Ambiguïtés d'Herman Melville
- Assistant-réalisateur : Gabriel Julien-Laferrière
- Directeur de la photographie : Éric Gautier
- Musique : Scott Walker
- Décors : Laurent Allaire
- Costumes : Esther Walz
- Maquillage : Bernard Floch
- Montage : Nelly Quettier
- Production : Arena Films, Canal+, Degeto Film, Euro Space, France 2 Cinéma, La Sept, Pandora Filmproduktion, Pola Production, Theo Films, Télévision Suisse-Romande, (TSR), Vega Film
- Pays d’origine :  France,  Suisse,  Allemagne,  Japon
- Producteur : Bruno Pesery
- Producteurs exécutifs : Albert Prévost, Raimond Goebel
- Directeurs de production : Sylvie Barthet, Dschingis Bowakow
- Régie générale et adjoint : Christophe Frossard, Odile Marcel
- Distributeur : AMLF (Paris)
- Durée : 134 minutes
- Date de sortie : 
  - France : 13 mai 1999

## Distribution
- Guillaume Depardieu : Pierre
- Catherine Deneuve :  Marie
- Katerina Golubeva : Isabelle
- Laurent Lucas : Thibault
- Patachou : Marguerite
- Samuel Dupuy : Fred
- Delphine Chuillot : Lucie
- Petruta Catana : Razerka
- Mihaella Silaghi : la petite
- Sharunas Bartas : le chef
- Miguel Yeco : Augusto
- Till Lindemann
- Michel B. Dupérial

## Autour du film
- Pola X est le retour à la mise en scène de Leos Carax, huit ans après la déception commerciale des Amants du Pont-neuf. Présenté en sélection officielle du festival de Cannes 1999, il y est mal accueilli. Le film est en outre un échec public lors de sa sortie en salles.
- Le film comprend une scène de sexe non simulée entre les personnages joués par Guillaume Depardieu et Katerina Golubeva. Elle est cependant réalisée par des doublures[1].